# Alphasyllabaire tibétain
L’écriture tibétaine est un alphasyllabaire d’origine indienne, de la famille des écritures brahmiques, utilisé pour écrire le tibétain ainsi que le dzongkha, le ladakhi et parfois le balti.
- La forme imprimée est appelée écriture uchen (tibétain : དབུ་ཅན་, Wylie : dbu-can, pinyin tibétain : Ujain ; utɕɛ̃ ; 有头体 / 有頭體, yǒutóutǐ ; littéralement : « avec une tête ») utilisée pour le tibétain classique.
- La forme cursive manuscrite usuelle est appelé écriture umê  (tibétain : དབུ་མེད་, Wylie : dbu-med, pinyin tibétain : umê ; umɛ̂] ; 无头体 / 無頭體, wútóutǐ ; littéralement : « sans tête »).

L'écriture est liée de près à la langue tibétaine au sens large. Ce système d'écriture a été aussi utilisé pour les langues tibétaines non seulement au Tibet, mais également d'autres régions de la Chine, elle y a également influencé l'écriture 'phags-pa, utilisé par les Mongols sous la dynastie Yuan. Elle est également utilisée dans d'autres pays, tel que le Bhoutan, ainsi que dans certaines parties de l'Inde, du Népal et du Pakistan (Chamberlain 2008). 
L'écriture est romanisée de multiples façons. Les plus utilisées sont la translittération Wylie, la phonétique simplifiée THL, ainsi que le pinyin tibétain (ou « Zangwen pinyin ») en République populaire de Chine.

## Histoire

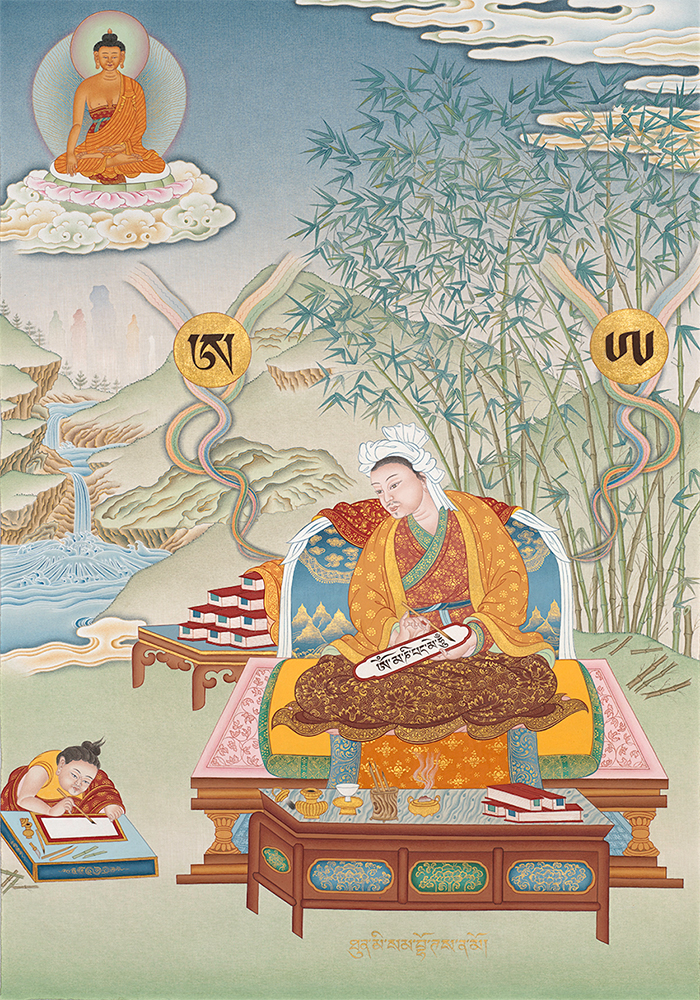
Thonmi Sambhota, thangka de 2015 dans le style Karma Gardri par l'artiste Sahil Bhopal et le calligraphe Tashi Mannox.

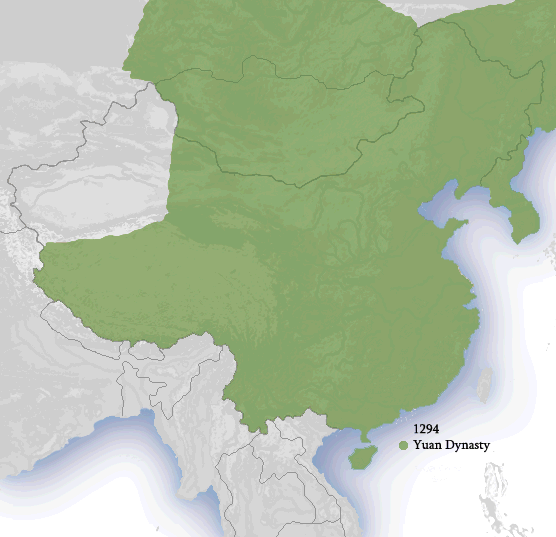
Empire sino-mongol de la dynastie Yuan en 1294.

Billet de banque chinois et sa matrice en 1287, utilisant caractères han et phags-pa dérivé du tibétain.

La tradition dit que l'alphasyllabaire tibétain fut créé au VIIe siècle par Thonmi Sambhota, un ministre du roi Songtsen Gampo (33e roi du Tibet), qui est envoyé par ce dernier en Inde en 632. Elle s'inspire d'un alphasyllabaire indien brahmique (la famille des écritures d'Inde), utilisé au Cachemire.
Le roi Songtsen Gampo est le père fondateur de la culture tibétaine impériale, qui perdurera jusqu'à la République populaire de Chine et au départ de Tenzin Gyatso en 1959 ; il est à l'origine, en 627 de la période expansionniste militaire du royaume qui deviendra l'Empire du Tibet, et dont l'apogée se situera entre 780 et 790.
Il s'est également marié avec deux princesses qui amenèrent le bouddhisme au Tibet ; la princesse Wencheng, de l'Empire chinois voisin de l'Est et la princesse Bhrikuti du Népal, voisin du Sud, formant ainsi des alliances stratégiques importantes. Le bouddhisme devint alors la religion officielle du Tibet, remplaçant le traditionnel Bön ancienne religion officielle spécifique à cette région, tout en en intégrant certains éléments. Pour mieux diffuser le bouddhisme dans son royaume, Songtsen Gampo envoya 17 étudiants tibétains en Inde pour maîtriser ses langues et par elles, le bouddhisme. Thonmi Sambhota, le plus célèbre de ces étudiants, retourna au Tibet après avoir maîtrisé le sanscrit et s'être initié au bouddhisme. Pourtant, Thonmi Sambhota semble être un personnage légendaire, son nom n'apparaît dans les textes tibétains qu'au XIIIe siècle. En se fondant sur des manuscrits en brahmi et gupta, il aurait conçu l'alphabet, établi la grammaire tibétaine, et traduit du sanscrit, pour la première fois dans l'histoire du Tibet, plusieurs textes bouddhistes importants.

### Empire mongol
Selon Hugues-Jean de Dianous, sous la dynastie Yuan (1279 – 1368), le Tibet est intégré à l'Empire mongol par Möngke en 1253. Kubilai Khan (1279 – 1294), fondateur de la dynastie sino-mongole Yuan demande au lama tibétain Drogön Chögyal Phagpa, d'adapter l'écriture carrée tibétaine à la langue mongole, jusqu'alors écriture dérivée de l'alphabet syriaque, via l'alphabet ouïghour. Il en ressortira l'écriture phags-pa. Cela permettra d'intégrer la langue mongole aux côtés des caractères chinois, dans l'impression des billets de banque et de divers documents officiels de la dynastie[réf. incomplète],.
Certains linguistes, tels Gari Ledyard pensent que l'écriture coréenne hangeul aurait été déduite de cet alphabet. L'arrivée de l'imprimerie en Corée, depuis la Chine, coïncide en effet à peu près avec la création de cette nouvelle écriture.
Le bouddhisme tibétain est intégré à la culture mongole sous le règne d'Altan Khan (1502 – 1582). Celui-ci crée le terme de dalaï-lama, qui deviendra alors le nom du chef du gouvernement du Tibet, en fusionnant le mongol dalaï (océan) et le tibétain lama désignant les pratiquants du lamaïsme tibétain[citation nécessaire].

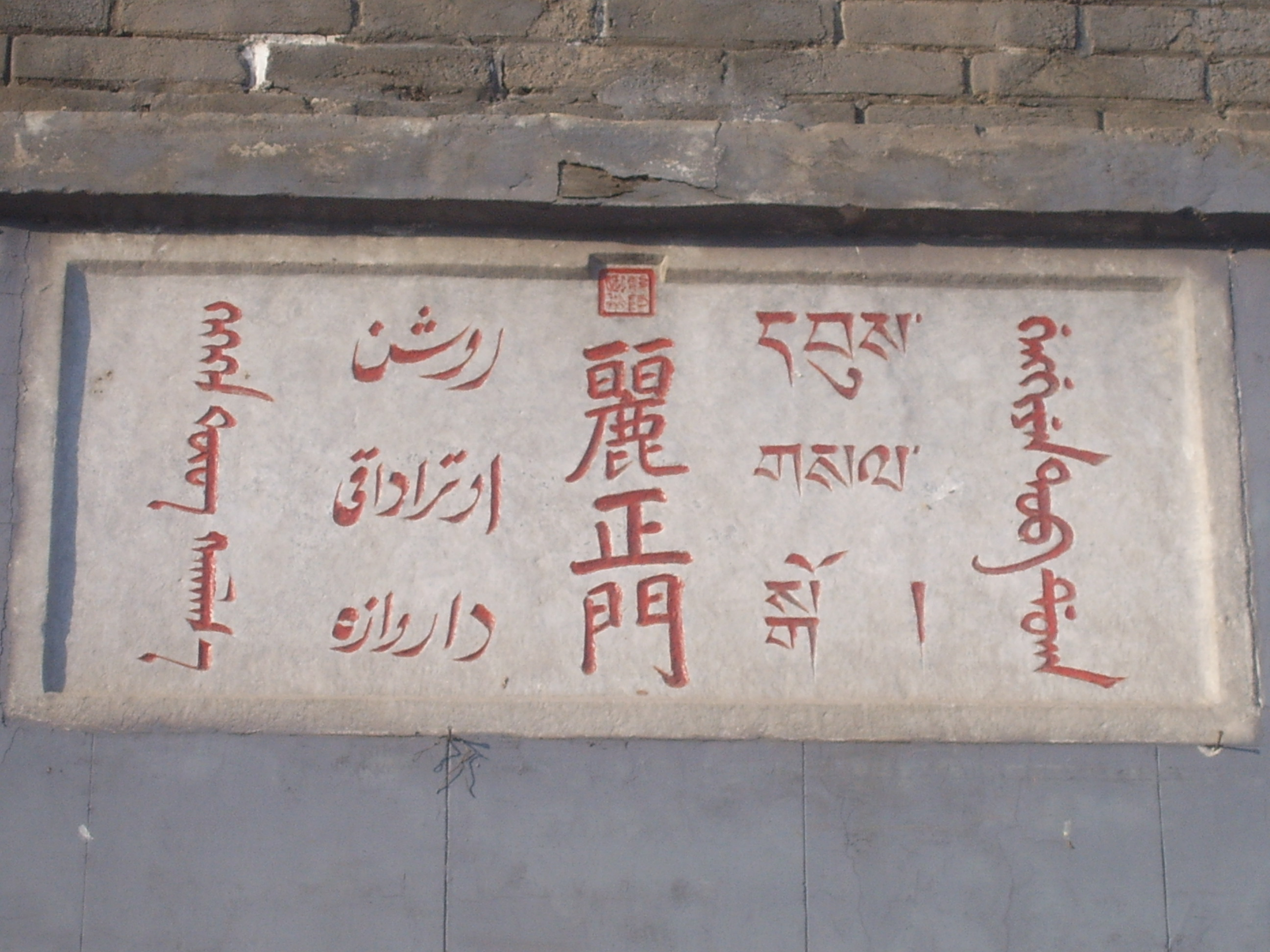
Les cinq écritures de la dynastie Qing, mandchoue : mongol, ouïghour, han, tibétain et mandchou à Chengde.

Dans les derniers siècles du IIe millénaire, l'écriture tibétaine est utilisée, au monastère Gandan, à Oulan-Bator pour écrire des textes en langue mongole. L'alphabet n'a pas été modifié, les phonèmes de cet alphabet ont été utilisés tels qu'ils sont pour retranscrire la phonétique et grammaire mongole. Il reste aujourd'hui plusieurs dictionnaires tibétain-mongol de termes religieux écrits dans cette utilisation de l'écriture mongole.

### Mandchous
Sous la dynastie Qing, mandchoue, le Tibet est de nouveau intégré à l'Empire chinois. L'écriture tibétaine est une des cinq écritures de l'Empire. On retrouve souvent sur les différents édifices impériaux, temples et monastères, ces cinq écritures côte à côte ; le mongol traditionnel, le ouïghour, les hanzi (caractères han), le tibétain et le mandchou.

### Républiques de Chine

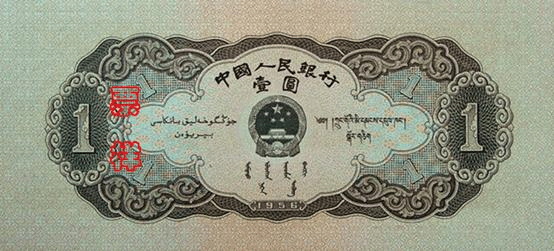
billet de 1956, 2e série des billets de la République populaire de Chine

Sous la République de Chine (1912-1949), les billets de banque, imprimés par différentes imprimeries, dont celles de l'American Bank Note Company, sont écrits en caractères chinois han et en anglais, mais sous la République populaire de Chine, on peut voir sur les billets de banque nationaux (depuis la seconde série créée en 1953 et diffusée le 1er mars 1955) comportant l'écriture tibétaine, aux côtés de l'écriture ouïghoure, l'écriture mongole traditionnelle, l'écriture han et la transcription du mandarin en caractères latins appelé hanyu pinyin. Si le parlement chinois est sur le plus gros des billets, le billet de 100 yuans, le second, celui de 50, représente le palais du Potala, construit en 1645, au début de la période du Gaden Phodrang (1642 — 1959), rappelant ainsi l'importance de la culture tibétaine pour la Chine.

## Description

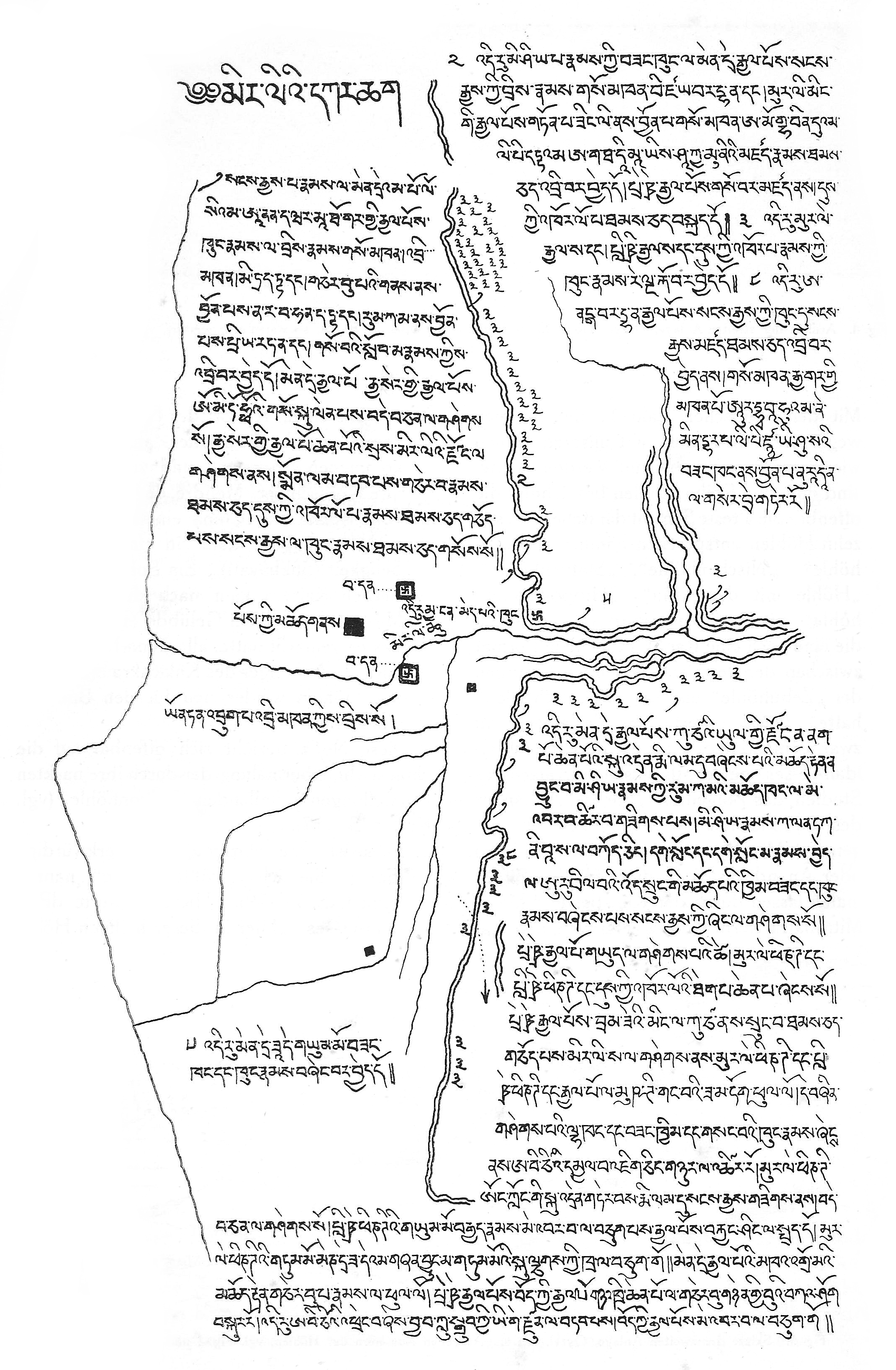
Carte tibétaine des grottes de Kizil, bassin du Tarim, au XIIIe siècle de notre ère.

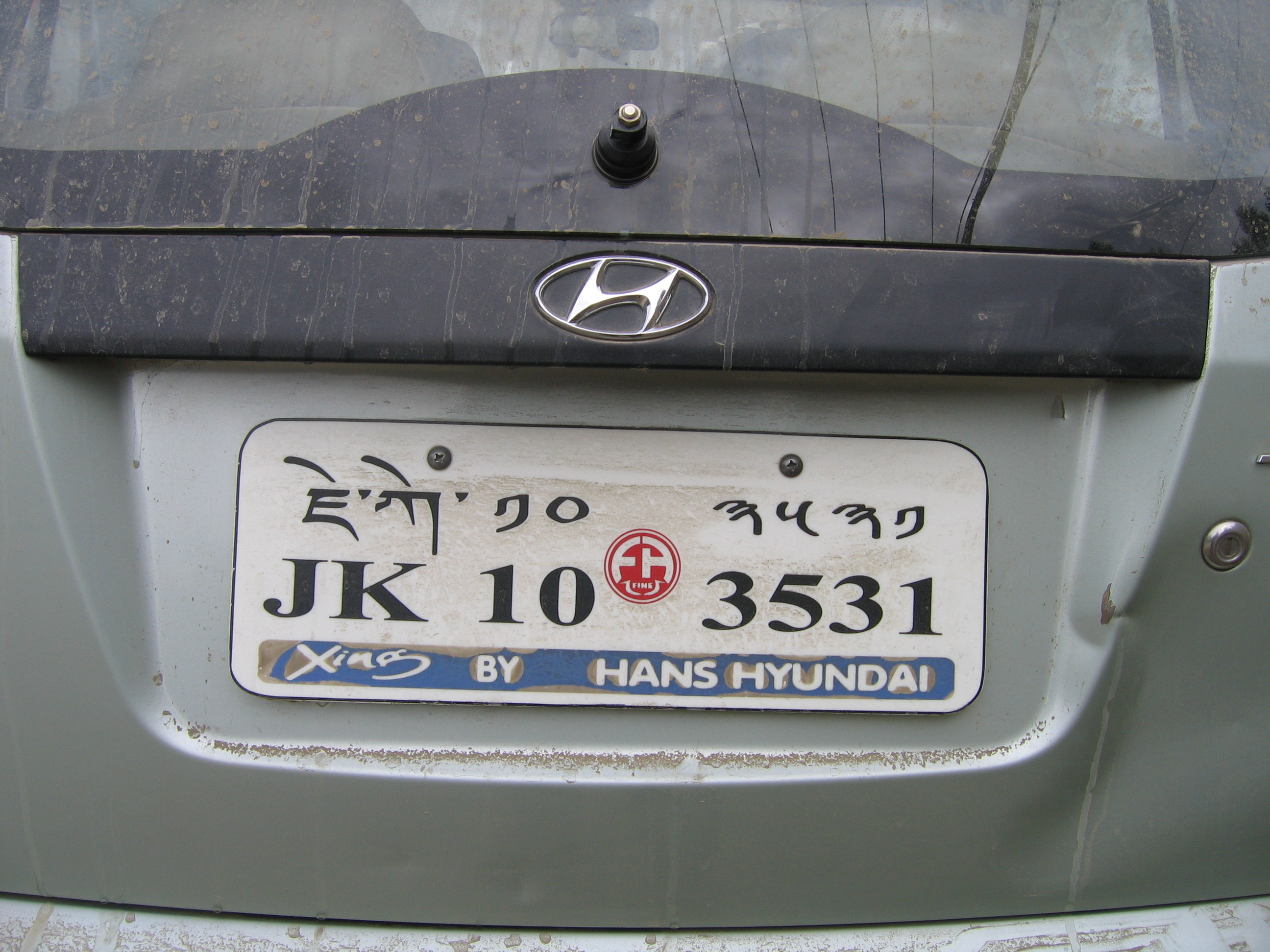
La plaque d'immatriculation d'une voiture du Jammu-et-Cachemire, en caractères romains et tibétains.

L'écriture tibétaine fonctionne sur le principe d'un alphasyllabaire. Dans l'écriture tibétaine, les syllabes s'écrivent de gauche à droite. Les syllabes sont séparées par un « tsek » ་ ; comme de nombreux mots tibétains sont monosyllabiques, cette marque fonctionne souvent presque comme une espace. Les espaces ne sont pas utilisées pour séparer les mots.
Bien que certains dialectes tibétains soient tonals, la langue n'avait pas de ton au moment de l'invention de l'écriture et il n'y a pas de signes dédiés au ton. Cependant, comme les tons se sont développés à partir de caractéristiques segmentaires, ils peuvent généralement être correctement prédits par l'orthographe archaïque des mots tibétains.

### Voyelles diacritiques
Par rapport aux autres écritures indiennes, l'écriture tibétaine a peu de voyelles, ce qui est dû au fait que la longueur des voyelles n'était pas signifiante en tibétain classique. Il n'y a pas de distinction entre les voyelles longues et courtes en tibétain écrit, sauf dans les mots d'emprunt, en particulier transcrits du sanskrit.
Alors que la voyelle /a/ est incluse par défaut dans chaque consonne ou radical, les autres voyelles sont indiquées explicitement par des signes diacritiques formant dans certains cas des ligatures avec la consonne de base. Cela donne par exemple ཀ /ka/, ཀི /ki/, ཀུ /ku/, ཀེ / ke/, ཀོ /ko/. Le vieux tibétain inclut également une forme inversée de la marque pour /i/, le gigu verso, de sens incertain.
Les voyelles gigou ཨི /i/, drengpou ཨེ /e/ et naro ཨོ /o/ sont placées comme diacritiques au-dessus de la consonne de base (et les éventuelles consonne conjointes en chef), tandis que la voyelle shabtchou ཨུ /u/ est placée sous la consonne de base (et les éventuelles consonnes subjointes) :
| Voyelles diacritiques | ི    | ུ    | ེ    | ོ    |
| API                   | /i/ | /u/ | /e/ | /o/ |

Contrairement aux autres écritures indiennes, l'écriture tibétaine n'a aucun signe de voyelle indépendante. Le caractère ཨ est donc utilisé pour représenter des voyelles individuelles, sans consonnes initiales associée. Il sert en quelque sorte de porteur de voyelle, car il n'a pas de valeur phonétique en soi, mais peut porter l'un des quatre signes de voyelle (ou la voyelle implicite a).
Contrairement au tibétain, le sanskrit fait la distinction entre les voyelles courtes et longues. Pour représenter la longueur des voyelles par écrit, un « petit ra » འ (a-tchoung) est joint en dessous à droite de la consonne de base (et des autres éventuelles consonnes subjointes, voir ci-dessous la représentation des groupes de consonnes). Par exemple བ représente /ka/ (voyelle courte) et བཱ représente /kā/ (voyelle allongée). Cette forme diacritique de la consonne signale une voyelle longue et peut être combinée avec les signes de voyelle normaux. Cependant, une forme alternative est de doubler le signe diacritique voyelle pour allonger le /e/ ou le /o/.

### Consonnes de base
L'alphabet tibétain a trente lettres de base pour les consonnes, parfois appelées formes « radicales ». Comme dans d'autres écritures indiennes, chaque lettre de consonne suppose une voyelle inhérente ; dans l'écriture tibétaine, c'est la voyelle /a/. La translittération est présentée dans ce tableau avec la voyelle inhérente /a/, qui est implicite lorsque la consonne ne porte aucun signe de voyelle diacritique.
| Consonnes | non aspirée ton haut | non aspirée ton haut | aspirée ton moyen | aspirée ton moyen | voisée ton bas (*) | voisée ton bas (*) | nasale ton bas | nasale ton bas |
| Consonnes | Lettre               | API                  | Lettre            | API               | Lettre             | API                | Lettre         | API            |
| --- | -------------------- | -------------------- | ----------------- | ----------------- | ------------------ | ------------------ | -------------- | -------------- |
| gutturale | ཀ                    | /ka/                 | ཁ                 | /kʰa/             | ག                  | /ɡa/               | ང              | /ŋa/           |
| palatale | ཅ                    | /tʃa/                | ཆ                 | /tʃʰa/            | ཇ                  | /dʒa/              | ཉ              | /ɲa/           |
| dentale | ཙ                    | /tsa/                | ཚ                 | /tsʰa/            | ཛ                  | /dza/              | ཝ              | /wa/           |
| dentale | ཏ                    | /ta/                 | ཐ                 | /tʰa/             | ད                  | /da/               | ན              | /na/           |
| labiale | པ                    | /pa/                 | ཕ                 | /pʰa/             | བ                  | /ba/               | མ              | /ma/           |
| |                      |                      |                   |                   |                    |                    |                |                |
| alvéolaire voisée ton bas (*) | ཞ                    | /ʒa/                 | ཟ                 | /za/              | ཡ                  | /ja/               |                |                |
| alvéolaire dévoisée ton moyen | ཤ                    | /ʃa/                 | ས                 | /sa/              |                    |                    |                |                |
| latérale ton moyen | ར                    | /ra/                 | ལ                 | /la/              |                    |                    |                |                |
| ton haut | ཧ                    | /ha/                 | ཨ                 | /a/ ⟨ꞏa⟩(**)      | འ                  | /a/ ⟨ʼa⟩ (**)      |                |                |
| Notes : (*) Les consonnes voisées (porteuses d'un ton bas implicite) sont historiques. Ces lettres sont dévoisées (non aspirées) en tibétain standard moderne. (**) La lettre ཨ/a/ ⟨ꞏa⟩ (lettre porteuse, qui elle-même ne représente pas un son) est le support des voyelles indépendantes. L'écriture tibétaine n’a pas non plus de signes pour les diphtongues, mais celles-ci peuvent être formées avec la lettre འ /a/ ⟨ʼa⟩, par exemple pour représenter des noms propres étrangers dans l'écriture tibétaine. |                      |                      |                   |                   |                    |                    |                |                |

### Groupements de consonnes
Une particularité de l'écriture tibétaine est que les consonnes peuvent être écrites soit sous leur forme « radicale », soit sous d'autres formes réduites lorsqu'elles sont conjointes (inscrites en dessous ou au-dessus de la consonne de base), pour former des ligatures décrivant des groupes de consonnes. Par exemple, la consonne de base ས /sa/ conjointe avec la consonne ད /da/ subjointe et le signe vocalique  ུ /u/ en dessous donnent la syllabe སྡུ /sdu/.
Pour comprendre ce mécanisme, on peut considérer le radical ཀ /ka/ et voir l'articulation des règles de transformation quand il devient ཀྲ /kra/ ou  རྐ /rka/. Dans les deux cas, la même lettre pour ཀ /ka/ est utilisée pour la consonne radicale, mais :
- Lorsque le ར /r/ survient entre la consonne de base et la voyelle, il se conjoint sous la consonne de base.
- De même, les consonnes ཝ /w/, ར /r/ et ཡ /j/ changent de forme lorsqu'elles sont conjointes sous d'autres consonnes, ce qui donne alors ཀྭ /kwa/, ཀྲ /kra/ et ཀྱ /kja/.
- En revanche, lorsque le ར /r/ survient avant la consonne et la voyelle, il se conjoint au-dessus de la consonne de base.
- Par ailleurs, ར /r/ change de forme lorsqu'il est au-dessus de la plupart des autres consonnes, ce qui conduit à la forme distincte རྐ /rka/. Cependant, une exception à ce changement est le groupement རྙ /rɲa/.

En tibétain moderne, jusqu'à trois consonnes peuvent être écrites l'une en dessous de l'autre, dans certains textes classiques, des groupes consonnantiques plus complexes peuvent également se rencontrer.
En plus de pouvoir être écrites en indices et en exposants, certaines consonnes peuvent également être placées dans des positions antéposée, postposée ou post-postposée.
- Par exemple, les consonnes ག /ʰka/, ད /ʰta/, བ /ʰpa/,  མ /ma/ et འ /a/ peuvent être utilisées en position antéposée, à gauche des autres radicaux.
- La position après un radical (la position postposée) peut être tenue par les dix consonnes ག /ʰka/, ན /na/, བ /ʰpa/, ད /ʰta/, མ /ma/, འ /a/, ར /ra/, ང  /ŋa/, ས /sa/ et ལ /la/.
- La troisième position, la position post-postposée, est uniquement applicable aux consonnes ད /ʰta/ et ས /sa/[10].

### Lettres principales
La position en exposant au-dessus d'un radical est réservée aux consonnes ར /ra/, ལ /la/ et ས /sa/.
- Lorsque ར /ra/, ལ /la/ et ས /sa /sont en position d'exposant avec ཀ /ka/, ཅ /tʃa/, ཏ /ta/, པ /pa/ et ཙ /tsa/, il n'y a aucun changement dans le son en tibétain central de Lhassa ; dans cette langue, ils s'écrivent et se prononcent comme :
  - རྐ /ka/, རྟ /ta/, རྤ /pa/, རྩ /tsa/
  - ལྐ /ka/, ལྕ /tʃa/, ལྟ /ta/, ལྤ /pa/,
  - སྐ /ka/, སྕ /tʃa/, སྟ /ta/, སྤ /pa/, སྩ /tsa/
- Lorsque ར /ra/, ལ /la/ et ས /sa/ sont en position d'exposant avec ཀ /ka/, ཅ /tʃa/,  /ʰta/, བ /ʰpa/ et ཛ /ʰtsa/, ils perdent leur aspiration et s'expriment en tibétain central de Lhassa ; dans cette langue, ils s'écrivent et se prononcent comme :
  - རྒ /ga/, རྗ /d͡ʒa/, རྡ /da/, རྦ /ba/, རྫ /dza/
  - ལྒ /ga/, ལྗ /d͡ʒa/, ལྡ /da/, ལྦ /ba/,
  - སྒ /ga/, སྗ /d͡ʒa/, སྡ /da/, སྦ /ba/, སྫ /dza/
- Lorsque ར /ra/, ལ /la/ et ས /sa/ sont en position d'exposant avec  /a/, ཉ /ɲa/, ན /na/ et མ /ma/, le son nasal devient élevé en tibétain central de Lhassa ; dans cette langue, ils s'écrivent et se prononcent comme :
  - རྔ /ŋa/, རྙ /ɲa/, རྣ /na/, རྨ /ma/
  - ལྔ /ŋa/,  ལྨ /ma/
  - སྔ /ŋa/, སྙ /ɲa/, སྣ /na/, སྨ /ma/

## Représentation informatique
L'écriture tibétaine est représentée dans la norme ISO 15924 par les codes Tibt et 330.
Ses caractères sont codés avec les normes Unicode/ISO/CEI 10646-1 dans le bloc de caractères de U+0F00 à U+0FFF, qui comprend les consonnes de base, des formes de lettres spécifiques pour la transcription ou la translittération d'autres langues que le tibétain, les voyelles diacritiques et les formes conjointes de certaines consonnes, des diacritiques supplémentaires pour noter des modifications vocaliques, consonantiques nécessaires à certaines transcriptions, ainsi que des chiffres décimaux, des formes numérales, divers signes de ponctuation, de répétition ou d'annotation, des signes honorifiques, des symboles astrologiques, religieux ou de cantillation et des diacritiques astrologiques complémentaires qui se combinent aux chiffres. Dans un souci de clarté, les signes diacritiques (affichés sur un fond bleu) sont combinés avec la consonne de base བ /ba/ (U+0F56) :
| en fr  | 0 | 1 | 2 | 3 | 4 | 5 | 6 | 7 | 8 | 9 | A | B | C       | D | E | F |
| ------ | - | - | - | - | - | - | - | - | - | - | - | - | ------- | - | - | - |
| U+0F00 | ༀ | ༁ | ༂ | ༃ | ༄ | ༅ | ༆ | ༇ | ༈ | ༉ | ༊ | ་ | ༌ INSÉC | ། | ༎ | ༏ |
| U+0F10 | ༐ | ༑ | ༒ | ༓ | ༔ | ༕ | ༖ | ༗ | བ༘ | བ༙ | ༚ | ༛ | ༜       | ༝ | ༞ | ༟ |
| U+0F20 | ༠ | ༡ | ༢ | ༣ | ༤ | ༥ | ༦ | ༧ | ༨ | ༩ | ༪ | ༫ | ༬       | ༭ | ༮ | ༯ |
| U+0F30 | ༰ | ༱ | ༲ | ༳ | ༴ | བ༵ | ༶ | བ༷ | ༸ | བ༹ | ༺ | ༻ | ༼       | ༽ | བ༾ | བ༿ |
| U+0F40 | ཀ | ཁ | ག | གྷ | ང | ཅ | ཆ | ཇ |   | ཉ | ཊ | ཋ | ཌ       | ཌྷ | ཎ | ཏ |
| U+0F50 | ཐ | ད | དྷ | ན | པ | ཕ | བ | བྷ | མ | ཙ | ཚ | ཛ | ཛྷ       | ཝ | ཞ | ཟ |
| U+0F60 | འ | ཡ | ར | ལ | ཤ | ཥ | ས | ཧ | ཨ | ཀྵ | ཪ | ཫ | ཬ       |   |   |   |
| U+0F70 |   | བཱ | བི | བཱི | བུ | བཱུ | བྲྀ | བཷ | བླྀ | བཹ | བེ | བཻ | བོ       | བཽ | བཾ | བཿ |
| U+0F80 | བྀ | བཱྀ | བྂ | བྃ | བ྄ | ྅ | བ྆ | བ྇ | ྈ | ྉ | ྊ | ྋ | ྌ       | བྍ | བྎ | བྏ |
| U+0F90 | བྐ | བྑ | བྒ | བྒྷ | བྔ | བྕ | བྖ | བྗ |   | བྙ | བྚ | བྛ | བྜ       | བྜྷ | བྞ | བྟ |
| U+0FA0 | བྠ | བྡ | བྡྷ | བྣ | བྤ | བྥ | བྦ | བྦྷ | བྨ | བྩ | བྪ | བྫ | བྫྷ       | བྭ | བྮ | བྯ |
| U+0FB0 | བྰ | བྱ | བྲ | བླ | བྴ | བྵ | བྶ | བྷ | བྸ | བྐྵ | བྺ | བྻ | བྼ       |   | ྾ | ྿ |
| U+0FC0 | ࿀ | ࿁ | ࿂ | ࿃ | ࿄ | ࿅ | བ࿆ | ࿇ | ࿈ | ࿉ | ࿊ | ࿋ | ࿌       |   | ࿎ | ࿏ |
| U+0FD0 | ࿐ | ࿑ | ࿒ | ࿓ | ࿔ | ࿕ | ࿖ | ࿗ | ࿘ | ࿙ | ࿚ |   |         |   |   |   |
| U+0FE0 |   |   |   |   |   |   |   |   |   |   |   |   |         |   |   |   |
| U+0FF0 |   |   |   |   |   |   |   |   |   |   |   |   |         |   |   |   |